# John Fordham
John Fordham (London, 3 juni 1947) is een Britse jazzcriticus en schrijver van jazzboeken.
Fordham is jazzcriticus bij de The Guardian. Hij schreef ook over jazz voor Time Out, Sounds, Wire en Word, was uitgever van Time Out, City Limits en Jazz UK (1999–2008) en werkte voor radio en tv, zoals voor Jazz on 3 (BBC Radio 3). Fordham begon in 1970 over jazz te schrijven, voor Time Out.
Sinds 2005 won hij drie keer een Parliamentary Jazz Award als jazzcriticus. 
Fordham schreef o.m. een biografie over Ronnie Scott, een boek over diens jazzclub en een boek over automechanica.

## Werken
- The Sound of Jazz, Hamlyn 1989
- Jazz on CD: the essential guide, Kyle Cathie 1991
- Jazz, Dorling Kindersley 1993
- Jazzman: Biography of Ronnie Scott, Kyle Cathie 1995
- Shooting from the Hip: Changing Tunes in Jazz, 1970–95, Kyle Cathie 1996
- Jazz Heroes, Collins & Brown 1998
- Story of Ronnie Scott's: the Making of the Man and the Club That Bears His Name, Showtime 1999
- The Knowledge: Jazz, Quadrille Publ. 2015
- The reluctant motor mechanic, Whittle Books 1979